# 珍妮弗·约翰逊

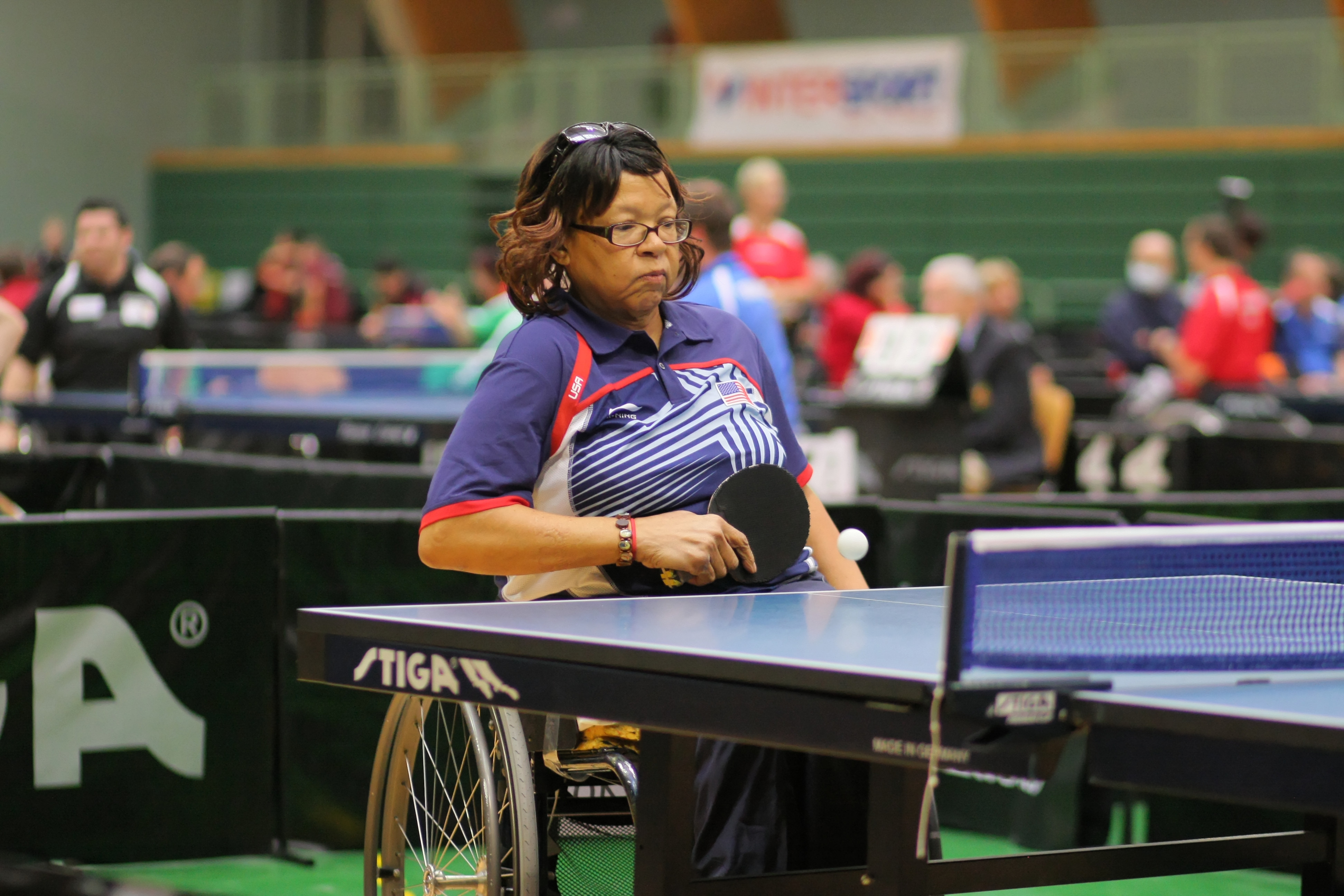
2011年的珍妮弗·约翰逊

珍妮弗·约翰逊（英語：Jennifer Johnson，1948年10月25日—），牙买加、美国女子轮椅篮球、乒乓球运动员。她曾代表牙买加、美国参加1972年、1984年、1988年、1992年、1996年、2000年和2004年夏季残疾人奥林匹克运动会，获得三枚金牌、四枚银牌和一枚铜牌。